# Sawolschje
Sawolschje (russisch Заволжье) ist eine Stadt in der Oblast Nischni Nowgorod (Russland) mit 40.460 Einwohnern (Stand 14. Oktober 2010).

## Geografie
Die Stadt liegt etwa 60 km nordwestlich der Oblasthauptstadt Nischni Nowgorod am rechten Ufer der Wolga gegenüber der Stadt Gorodez. Unmittelbar oberhalb der Stadt befindet sich der 13 Kilometer lange Staudamm des Gorkier Stausees. Sawolschje ist nicht zu verwechseln mit der Stadt Sawolschsk in der benachbarten Oblast Iwanowo.
Sawolschje gehört zum Rajon Gorodezki.
Die Stadt liegt ist Endpunkt einer 1950 eröffneten 58 Kilometer langen Eisenbahnstrecke von Nischni Nowgorod. 

## Geschichte
Im Zusammenhang mit der Errichtung des Staudamms und des Wasserkraftwerkes des Gorkier Stausees an der Wolga wurde das Dorf Pestowo am rechten (westlichen) Flussufer ab 1948 zu einer der Bauarbeitersiedlungen. Da diese aus Sicht der alten Stadt Gorodez am anderen Flussufer hinter der Wolga lag (russisch sa Wolgoi), erhielt sie den Namen Sawolschje, obwohl ansonsten das Gebiet links, also östlich der Wolga als Sawolschje, (Land) hinter der Wolga bezeichnet wird.
Ab 1950, das auch als Gründungsjahr gilt, besaß der Ort den Status einer Siedlung städtischen Typs; 1964 wurden die Stadtrechte verliehen.

### Bevölkerungsentwicklung
| Jahr | Einwohner |
| ---- | --------- |
| 1959 | 20.015    |
| 1970 | 34.912    |
| 1979 | 41.490    |
| 1989 | 44.630    |
| 2002 | 43.971    |
| 2010 | 40.460    |

Anmerkung: Volkszählungsdaten

## Bildung
In Sawolschje befindet sich eine Filiale der Technischen Universität Nischni Nowgorod.

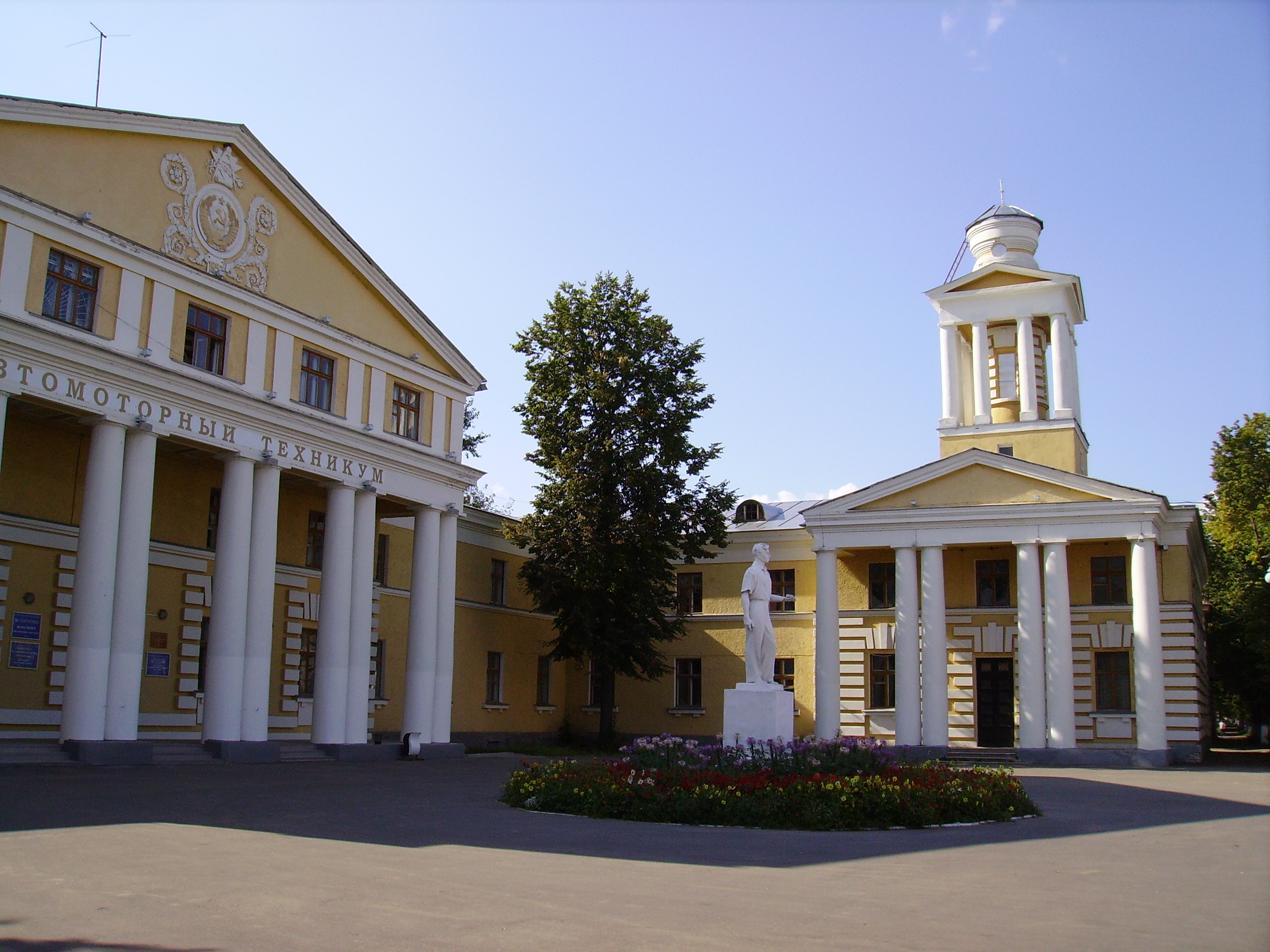
Berufsschule in Sawolschje im neoklassizistischen Stil der 1950er Jahre

## Wirtschaft
Sawolschje ist bedeutender Standort des Maschinen- und Fahrzeugbaus. Hier befinden sich ein großes Dieselmotorenwerk (Sawolschski Motorny Sawod) u. a. Zulieferer für das Gorkier Automobilwerk (GAS) in Nischni Nowgorod, ein Werk für Raupenschlepper und weitere Maschinenfabriken sowie Betriebe der Bauwirtschaft.

## Söhne und Töchter der Stadt
- Irina Belowa (* 1980), rhythmische Sportgymnastin